# Copa del Generalísimo de baloncesto 1969
La Copa del Generalísimo de baloncesto 1969 fue la 33.ª. Su final se disputó en el Pabellón de Deportes de Orense de Orense el 1 de junio de 1969.

## Octavos de final
Los partidos se jugaron el 27 de abril.
| Equipo 1       | Resultado | Equipo 2              |
| -------------- | --------- | --------------------- |
| Real Madrid    | Exento    |                       |
| Picadero JC    | Exento    |                       |
| CD Mataró      | 76–70     | CD Manresa            |
| CB Breogán     | 59–75     | SD Kas                |
| CB Estudiantes | 76–60     | Club Vallehermoso OJE |
| RCD Español    | 51–74     | Juventud de Badalona  |
| Club Banesto   | 0–2       | CA San Sebastián      |
| CF Barcelona   | 105–86    | Club Águilas          |

## Cuartos de final
Los partidos de ida se jugaron el 1 de mayo y los de vuelta el 4 de mayo.
| Equipo 1             | Agr.    | Equipo 2         | Ida   | Vuelta |
| -------------------- | ------- | ---------------- | ----- | ------ |
| CD Mataró            | 144–155 | SD Kas           | 76–67 | 68–88  |
| CB Estudiantes       | 158–172 | Real Madrid      | 89–86 | 69–86  |
| Juventud de Badalona | 149–122 | CA San Sebastián | 76–53 | 73–69  |
| CF Barcelona         | 123–141 | Picadero JC      | 79–70 | 44–71  |

## Semifinales
Los partidos de ida se jugaron el 22 de mayo y los de vuelta el 25 de mayo.
| Equipo 1             | Agr.    | Equipo 2    | Ida   | Vuelta |
| -------------------- | ------- | ----------- | ----- | ------ |
| SD Kas               | 151–158 | Real Madrid | 82–68 | 69–90  |
| Juventud de Badalona | 139–121 | Picadero JC | 62–52 | 77–69  |

## Final
| 1 de junio de 1969, 19:30 | Juventud de Badalona               | 82–81                              | Real Madrid                        | |  |
| 19:30 GTM+1               | Marcador por tiempos: 38–39, 44–42 | Marcador por tiempos: 38–39, 44–42 | Marcador por tiempos: 38–39, 44–42 | |  |
|                           | Estadísticas Enrique Margall 24    | Pts                                | Estadísticas Clifford Luyk 28      | Pabellón: Pabellón de Deportes de Orense, Orense Asistencia: 4.000 espectadores Árbitros: Ángel Sancha Carlos Bagué |  |

| Campeón de la Copa del Generalísimo 1969 |
| ---------------------------------------- |
| Juventud de Badalona 5.º título          |